# Continuing Airworthiness Management Organisation
Continuing Airworthiness Management Organisationen (CAMO) sind verantwortlich für die Aufrechterhaltung der Lufttüchtigkeit von Luftfahrzeugen.
In der Verwaltungssprache wird eine CAMO auch als „Unternehmen zur Führung der Aufrechterhaltung der Lufttüchtigkeit“ bezeichnet.

## Struktur
Eine CAMO kann entweder in einem Luftfahrtunternehmen integriert sein, oder als eigenständiges Unternehmen agieren. Militärische CAMOs wie die deutsche CAMOBw sind staatliche Organisationen.
Grundsätzlich ist die Tätigkeit einer CAMO genehmigungspflichtig und wird bei ihrer Arbeit durch die zuständige Luftfahrtbehörde überwacht.
Eine CAMO kann zusätzlich zu ihrer Basisgenehmigung über das Privileg verfügen, an im EASA Geltungsbereich registrierten Luftfahrzeugen, die jährlich vorgeschriebene technische Nachprüfung durchführen und unter bestimmen Voraussetzungen Fluggenehmigungen ausstellen.
Grundlage für die Tätigkeit einer CAMO ist die Continuing Airworthiness Management Exposition (CAME). Dieses Handbuch und alle dessen Änderungen müssen zwingend durch die Luftfahrtbehörde genehmigt sein, bevor eine entsprechende Tätigkeit ausgeübt wird.

## Aufgaben
Die CAMO entwickelt unter anderem Instandhaltungsprogramme für Luftfahrzeuge und veranlasst oder koordiniert insbesondere die entsprechend nötigen Modifikations-, Reparatur- und Instandhaltungsarbeiten.
Die Durchführung der technischen Nachprüfung der Luftfahrzeuge (sofern die entsprechende Berechtigung vorliegt), wie auch das Führen der technischen Akten der Luftfahrzeuge gehört ebenso zum Tätigkeitsgebiet der CAMO.
Weitere privatrechtliche Dienstleistungen gegenüber dem Luftfahrzeughalter sind möglich.

## Zusatzrechte
Neben der Führung der Aufrechterhaltung der Lufttüchtigkeit kann eine CAMO die folgenden Zusatzrechte erlangen:

### Prüfung der Lufttüchtigkeit

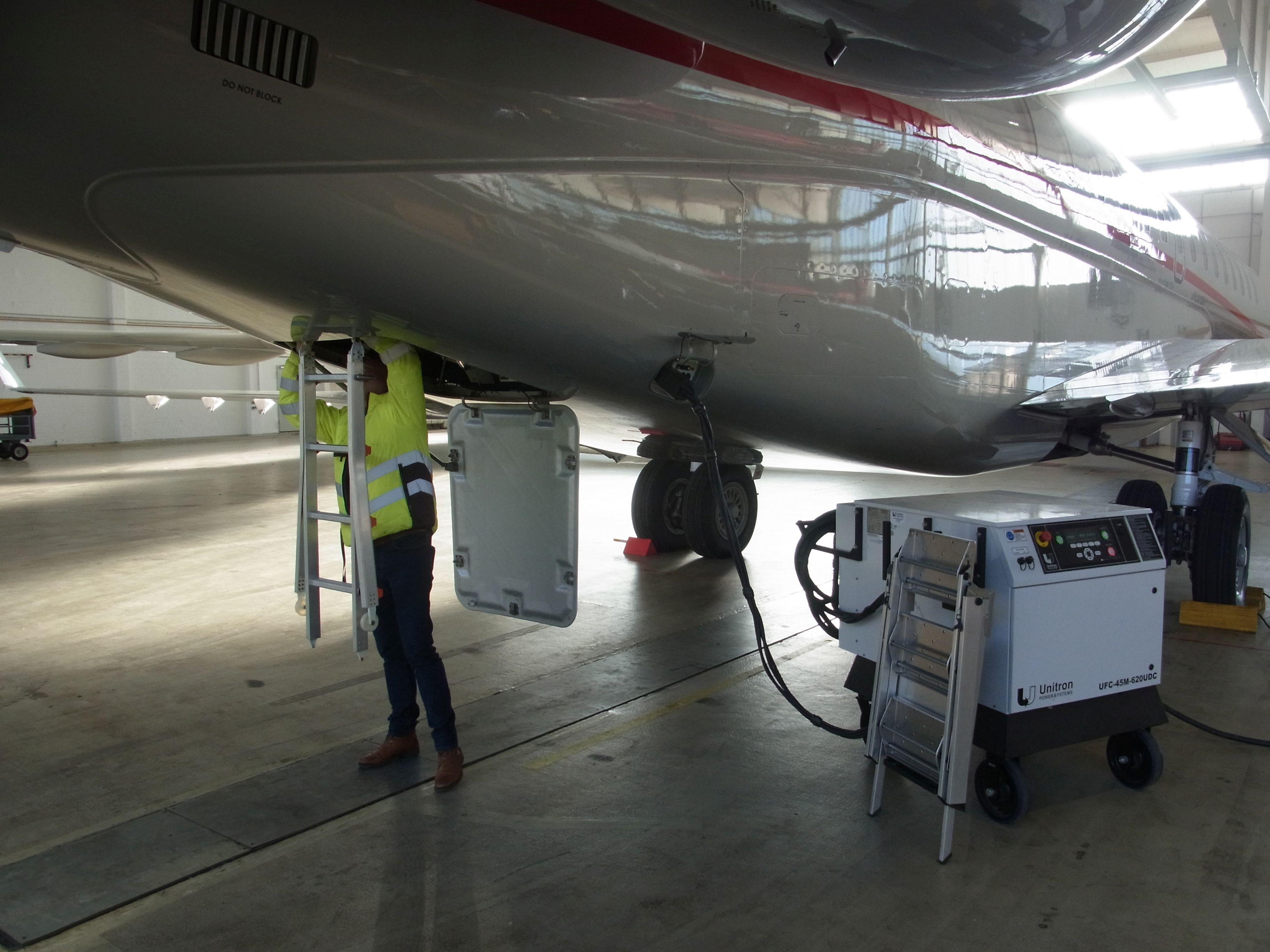
Prüftätigkeit bei einem Airworthiness Review

Um die Gültigkeit des Lufttüchtigkeitszeugnisses des Luftfahrzeugs zu gewährleisten, ist in regelmäßigen Abständen eine Lufttüchtigkeitsprüfung des Luftfahrzeugs und seiner Aufzeichnungen über die Aufrechterhaltung der Lufttüchtigkeit durchzuführen.

### Erteilung von Fluggenehmigungen
Eine CAMO, die über diese Sonderrechte verfügt, kann eine Fluggenehmigung für ein Luftfahrzeug ausstellen, wenn der Betrieb die Konformität mit den genehmigten Flugbedingungen bescheinigt, sofern der Betrieb ein angemessenes Verfahren in seinem Betriebshandbuch (CAME) veröffentlicht und genehmigt hat.

## Genehmigungsverfahren
Ein Antrag zu einer Betriebsgenehmigung wird von der zuständigen Luftfahrtbehörde geprüft und gegebenenfalls genehmigt, sofern von dem antragstellenden Unternehmen die Erfüllung aller luftrechtlichen Vorschriften nachgewiesen worden sind.
Nach Erteilung der Betriebsgenehmigung werden Unternehmen zur Führung der Aufrechterhaltung der Lufttüchtigkeit von Luftfahrzeugen regelmäßig von der zuständigen Luftfahrtbehörde kontrolliert und auditiert. Werden dabei Abweichungen festgestellt, hat der Betrieb innerhalb einer von der zuständigen Behörde festgesetzten Frist die Abweichungen nachhaltig zu beheben.
Die erteilte Betriebsgenehmigung ist zeitlich unbeschränkt gültig.
Die Betriebe sind jedoch verpflichtet, der Luftfahrtbehörde jegliche Änderungen, die auf die Genehmigung einen Einfluss haben könnten, vor deren Umsetzung mitzuteilen.
Unter Berücksichtigung der jeweiligen Umstände und Mindestanforderungen legt die Luftfahrtbehörde dann die Bedingungen oder Einschränkungen für die Weiterführung des Betriebes fest.